# RPL11
La proteína ribosomal L11 (RPL11) es una proteína codificada en humanos por el gen rpl11.
Los ribosomas, orgánulos que catalizan la síntesis de proteínas, se constituyen de una subunidad pequeña 40S y de una subunidad grande 60S. Estas subunidades están compuestas de 4 especies de ARN y aproximadamente 80 proteínas estructuralmente distintas. RPL5 es una proteína ribosomal constituyente de la subunidad 60S. La proteína RPL11 pertenece a la familia L5P de proteínas ribosomales. Se localiza en el citoplasma. RPL11 probablemente se asocie al ARN ribosómico 5S para formar un complejo estable denominado partícula de ribonucleoproteína 5S (RNP), que es necesaria para el transporte del ARNr 5S citoplásmico asociado a ribosoma hacia el nucleolo para el ensamblaje con los ribosomas. Podrían existir variantes transcripcionales que codifiquen diferentes isoformas de la proteína, pero aún no han sido caracterizadas. Como suele ocurrir en aquellos genes que codifican proteínas ribosomales, existen multitud de pseudogenes procesados de este gen dispersados a lo largo del genoma.

## Interacciones
La proteína RPL11 ha demostrado ser capaz de interaccionar con:
p16
- BLMH[5]
- Mdm2[4][6]
- Proteína de la leucemia promielocítica[7]
- p53[4]